# Bathymyrus echinorhynchus
Bathymyrus echinorhynchus är en fiskart som beskrevs av Alcock, 1889. Bathymyrus echinorhynchus ingår i släktet Bathymyrus och familjen havsålar. Inga underarter finns listade.